# Anosia arruana
Anosia arruana är en fjärilsart som beskrevs av Hans Fruhstorfer 1899. Anosia arruana ingår i släktet Anosia och familjen praktfjärilar. Inga underarter finns listade i Catalogue of Life.